# Привольный (Курский район)
Приво́льный — хутор в Курском районе (муниципальном округе) Ставропольского края России.
До 16 марта 2020 года входил в состав сельского поселения Полтавский сельсовет.

## География
Расстояние до краевого центра: 238 км.
Расстояние до районного центра: 11 км.
В 1,5 км к юго-западу от хутора расположено общественное открытое кладбище площадью 7,5 тыс. м².

## Население
| 1989 | 2002 | 2010 | 2021 |
| ---- | ---- | ---- | ---- |
| 581  | ↗659 | ↗720 | ↗739 |

По данным переписи 2002 года в национальной структуре русские составляли 43 %.

## Инфраструктура
- Дом культуры. Открыт 21 апреля 1953 года[8]
- Фельдшерский пункт[9].